# Hallsta
Hallsta is een plaats in de gemeente Ånge in het landschap Medelpad en de provincie Västernorrlands län in Zweden. De plaats heeft 87 inwoners (2005) en een oppervlakte van 18 hectare.